# Петте езера на Фуджи
Петте езера на Фуджи (на японски: 富士五湖, fujigoko) е името дадено на територията намираща се в подножието на планина Фуджи в префектура Яманаши, Япония. В нея живее население от около 100 000 души на около 1000 m надморското равнище. Името идва от факта, че при едно от предишните изригвания на Фуджи се образуват пет езера. Главният град в района — Фуджийошида има население 54 000 души.

## Петте езера
Петте езера са разположени във вида на дъга около северната половина на Фуджи. В древността потоци от лава от вулканично изригване на планината са станали причината за образуването на езерата. Всички езера са важна туристическа дестинация и риболовни райони.

### Езеро Кавагучи
Езеро Кавагучи е най-звестното от Петте и често негови снимки са използвани за плакати и реклами. По бреговете му са разположени голям брой хотели, а местните предлагат разходки с лодки по езерото. Това е единственото езеро в райони, в което има остров.

### Езеро Мотосу
Езеро Мотосу е деветото по дълбочина в Япония с дълбочина 140 m.

### Езеро Сайко
Западната част на езеро Сайко дели бреговете си с гората Аокигахара.

### Езеро Шоджи
Шоджи е най-малкото от Петте езера. Следи от лава все още се намират във водата.

### Езеро Яманака
Езеро Яманака е най-голямото от езерата и е разположено най-източно. Това е третото по-надморска височина езеро в Япония.